# Minneola, Kansas
Minneola là một thành phố thuộc quận Clark, tiểu bang Kansas, Hoa Kỳ. Năm 2010, dân số của xã này là 745 người.

## Dân số
Dân số các năm:
- Năm 2000: 717 người
- Năm 2010: 745 người